# Bauchredner

Henry Rox (Fedor Wittkowski) mit Bauchrednerpuppe Max

Ein Bauchredner, gelegentlich latinisierend als Ventriloquist (von lateinisch venter ‚Bauch‘ und loqui ‚reden‘) bezeichnet, manipuliert seine Stimme in einer Art, dass sie von einer anderen Person, einer Puppe oder aus einer anderen Richtung zu kommen scheint. Häufig wird die Kunst des Ventriloquismus zur Unterhaltung eingesetzt.

## Historische Definitionen
„Bauchredner oder Ventriloquisten nennt man Personen, welche nicht sowohl durch eine besondere Organisation der Stimmwerkzeuge, als durch eingeübte Fertigkeit Töne und Worte hervorbringen können, ohne daß sie den Mund wirklich bewegen, und zwar so, daß der Zuhörer glauben muß, die Stimme komme irgendwo anders her.“
Meyers Kleines Lexikon definierte 1933 „Bauchreden [als] Sprechen nach abwärts, innen, ohne Lippenbewegung durch Zusammenpressen des Kehlkopfs, scheinbar aus weiterer Entfernung kommend.“
Eine ausführliche physiologische Abhandlung der Bauchrednerkunst aus dem Jahr 1895 stammt von Hermann Gutzmann senior in der Real-Encyclopädie der gesammten Heilkunde. In seinem Hauptwerk Die Bauchrednerkunst findet sich 1894 auch die damalige „vollständige Literatur des Gegenstandes.“

## Lautbildung
Worte ohne Bewegung des Mundes hervorzubringen, ist eine Kunst. Früher glaubte man tatsächlich, die Stimme komme aus dem Bauch. Tatsächlich gibt es verschiedene Techniken des Bauchredens. Keine von ihnen hat etwas mit dem „Reden aus dem Bauch“ zu tun. Entgegen der allgemeinen Meinung kann jeder das Bauchreden lernen, da kein besonderer Körperbau vonnöten ist. Man unterscheidet beim Erlernen des Bauchredens „Kieferlaute“ und „Lippenlaute“. Kieferlaute sind Laute, die nicht mit den Lippen gebildet werden müssen (a, e, i, o, u, l, s …). Beim Üben muss lediglich der Kiefer still gehalten werden.
Lippenlaute sind schwieriger zu bilden (b, p, f, m, w). Sie ohne den Einsatz der Lippen zu bilden, erfordert Übung. Hilfsmittel hierbei sind die Zunge und der Gaumen. Manche Bauchredner behelfen sich,
- indem sie in ihren Dialogen Worte umgehen, die Lippenlaute enthalten,
- dadurch, dass Ersatzkonsonanten verwendet und beispielsweise ein „b“ durch ein „d“ oder „w“ oder ein „m“ durch ein „n“ ersetzt werden. Das richtige Wort wird von den Zuhörern aus dem Zusammenhang (des Dialogs mit dem menschlichen Part) „erkannt“ oder die Puppe wird mit so hoher verstellter Stimme gesprochen, dass dieser Trick nicht auffällt.
- indem der Auftritt so inszeniert wird, dass die perfekt einstudierten Dialoge mit den Lippenlauten dem menschlichen Part zufallen und die Puppe darauf reagiert, ohne Lippenlaute benutzen zu müssen oder die Worte mit den Ersatzkonsonanten wiederholt. Was wie ein zufälliges Gespräch zwischen Bauchredner und Puppe wirkt, ist eigentlich ein einstudierter Text, der nach einiger Übung durchaus variiert werden kann.

## Physiologie
Der eigenartige Stimmklang durch extreme Resonanzverminderung entsteht durch stärkste Kontraktion der Gaumenbögen, durch Zurückziehen der Zunge, durch Senken der Epiglottis und durch maximale Verengerung von Ansatzrohr und Kehlkopfeingang. Dadurch entsteht beim Zuhörer die Illusion der abdominalen Stimmbildung.

## Geschichte

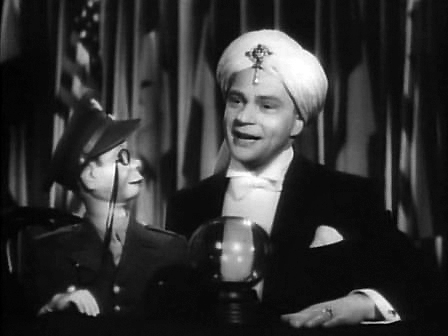
Edgar Bergen mit Charlie

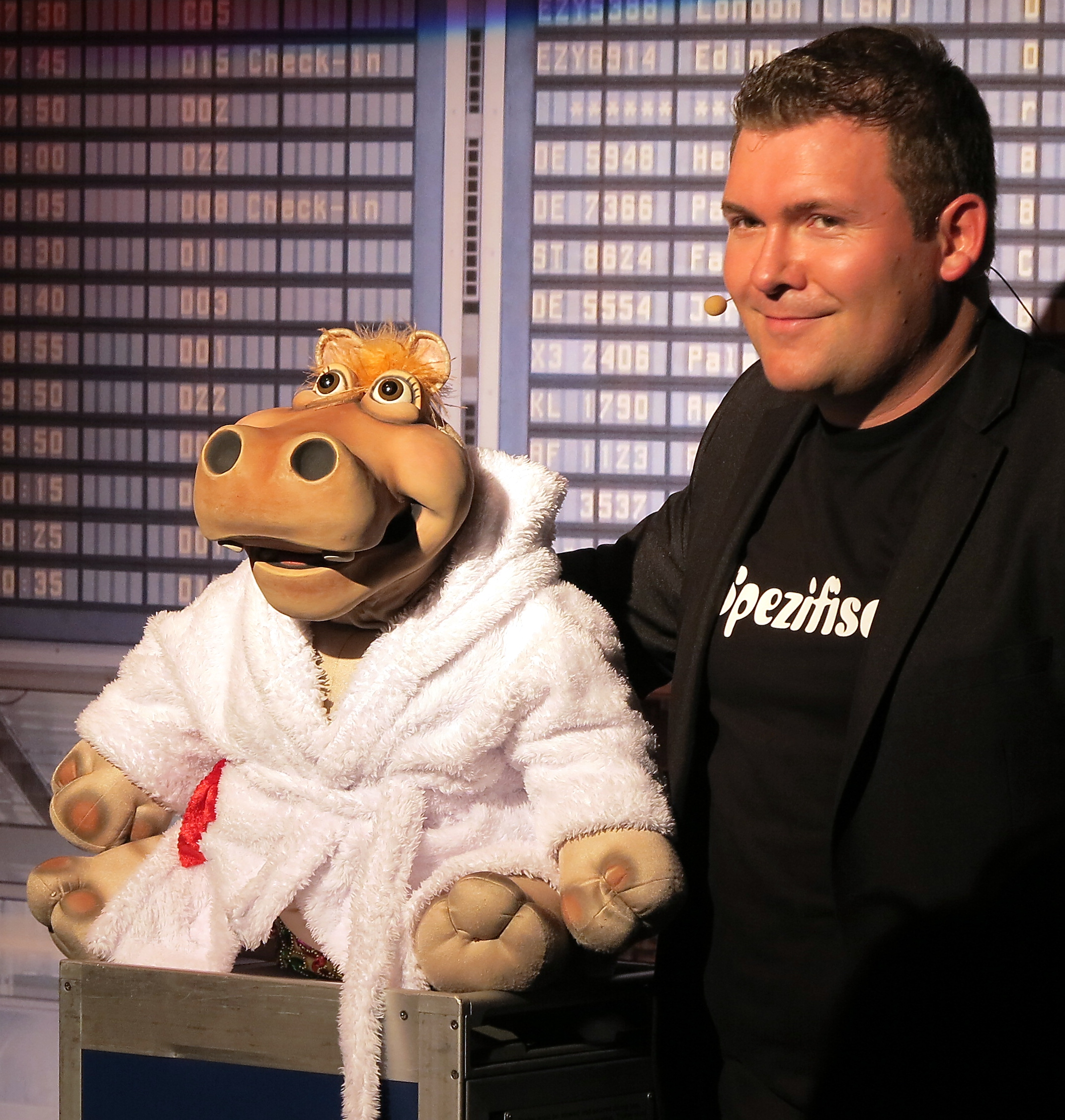
Sebastian Reich mit Amanda

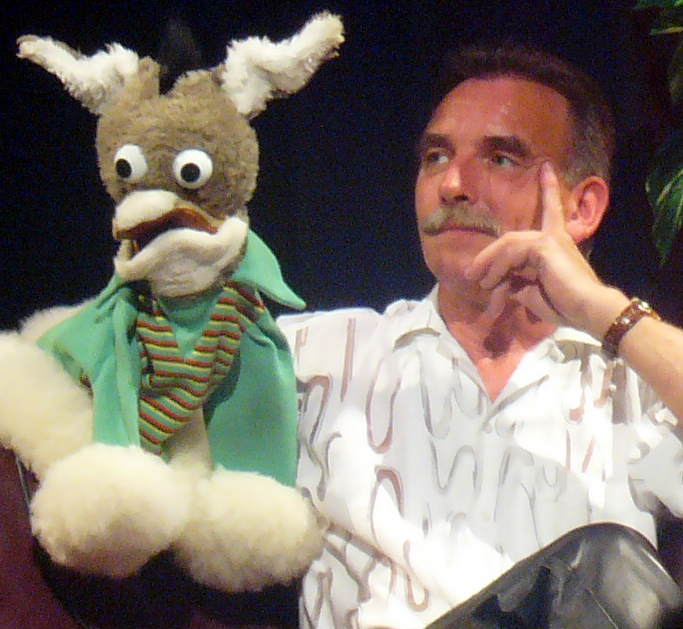
Kliby und Caroline

Schon im Alten Testament erwähnte Jesaja einen Bauchredner.

Bekannter Bauchredner des Altertums war Eurykles von Athen. Damals nannte man die Bauchredekünstler Engastrimanten (wörtlich: Bauchwahrsager, Bauchpropheten (siehe dazu: Gastromantie)) oder auch (nach Eurykles) Eurykliden.
Galen von Pergamon beschrieb die Bauchredner (Ventriloquus oder Engastrimythus) dagegen schon richtig als „Leute, welche mit (freilich nicht immer!) geschlossenem Munde Töne hören lassen und so scheinen (oder um zu scheinen), als redeten sie aus dem Bauche.“ Diese Kunst nannte man damals Ventriloquia, Ventrilalia, Engastrimantia oder Engastrimythismus.
Im Mittelalter und der Frühen Neuzeit wurden Bauchredner teilweise als Zauberer oder Hexen verbrannt, wurden aber auch von Monarchen als Hofnarren eingesetzt.
Das Verb bauchreden in der Bedeutung (scheinbar) ‘mit dem Bauch reden’ findet sich im Infinitiv und im Partizip Präsens erstmals im 17. Jahrhundert. Das Maskulinum Bauchredner wurde erstmals in der Mitte des 18. Jahrhunderts (als Übersetzung vom spätlateinischen ventriloquus) nachgewiesen. Früher belegt (1576) ist die Bauchrednerin (als Hexe oder Zauberin).
Die heute häufigste Form des Bauchredens, die in Varietés – früher auch im Vaudeville-Theater – aufgeführt wird, ist in dieser Form aber gerade mal etwas über 100 Jahre alt. Im Vaudeville lag nicht der Humor im Vordergrund eines Bauchrednerstückes, sondern die Fähigkeiten des Künstlers, sein Publikum mit schnell wechselnden Stimmen bei möglichst vielen Personen oder Puppen oder auch Tieren zu täuschen.

## Bekannte Bauchredner
In den USA war Jules Vernon ein berühmter Bauchredner im Vaudeville, der seine Fähigkeiten an mehreren Figuren demonstrierte. Der vielleicht berühmteste war The Great Lester, der nur eine einzige Puppe benutzte, genannt Frank Byron, Jr., und der mit ihr viele Standards einführte, die noch heute in Vorstellungen aufgeführt werden. In Europa trat Anfang des 20. Jahrhunderts der Bauchredner Fedor Wittkowski unter dem Künstlernamen Henry Rox nicht nur mit seiner Puppe Max in Varietés auf, er dressierte auch Hunde, die er verkleidete (unter anderem als Seemann) und sprechen ließ.
In der Mitte des 20. Jahrhunderts wurde ein Schüler von The Great Lester, Edgar Bergen, mit seiner Puppe Charlie McCarthy nicht nur in Varietés außerordentlich populär, er trat mit ihr sogar in Radio-Shows auf, wo man die Puppe gar nicht sehen konnte. In diesen Shows lieferte sich die Puppe, also eigentlich Bergen, u. a. Wortgefechte mit dem Schauspieler W. C. Fields. In den 1950er und 1960er Jahren wurde in den Vereinigten Staaten Paul Winchell mit seinen Puppen im Fernsehen sehr bekannt.
Der bekannteste englischsprachige Bauchredner der letzten Jahre ist Jeff Dunham, während in Deutschland Kay Scheffel,  Sascha Grammel und Sebastian Reich durch ihre Fernsehauftritte die Bauchrednerkunst wieder mehr ins Rampenlicht gerückt haben.
Große Popularität – auch außerhalb seines Heimatlandes – erlangte in den 1970er und 1980er Jahren der Schweizer Urs Kliby mit seiner vorwitzigen Eselpuppe Caroline.
Die US-Amerikanerin Darci Lynne Farmer beherrscht das Singen in Bauchrednerform. Sie gewann die Sendung  America’s Got Talent.

## Sonstiges
In den Batman-Comics tritt der Schurke Arnold Wesker als Bauchredner (englisch Ventriloquist) auf.